# Jean-Pierre Liégeois
Pour les articles homonymes, voir Liégeois.
Jean-Pierre Liégeois, né en 1947, est un sociologue français, professeur honoraire à l'université Paris-Descartes.
C'est dans cette université qu'il fonde, en 1979, le Centre de recherche tsiganes du département de sciences sociales de l'université, dont il reste le président jusqu'en 2003. Il travaille aujourd'hui en tant qu'expert auprès du Conseil de l'Europe et travaille en collaboration avec la Commission européenne pour les questions sur les roms, et ce depuis le début des années 80. Il fait également partie du Groupe d'étude pour l'Europe de la culture et de la solidarité (GEPECS).
Ses thèmes de recherches sociologiques s'orientent vers les populations roms, les minorités et la politique, notamment les minorités et les institutions internationales, les politiques européennes et les contextes de migrations.